# Gianluca Pollefliet
Gianluca Pollefliet (* 28. Januar 2002 in Bornem) ist ein belgischer Radrennfahrer.

## Sportlicher Werdegang
Nachdem Pollefliet bis dahin wenig in Erscheinung getreten war, wurde er 2022 Mitglied Im Nachwuchsteam Lotto-Soudal U23. Bereits im ersten Jahr zeigte er sein Potential mit Podiumsplatzierungen beim Grand Prix de la Ville de Lillers, auf der fünften Etappe der Tour Alsace und der dritten Etappe der Okolo Jižních Čech. Seinen ersten Sieg bei einem UCI-Rennen erzielte er 2023 mit dem Gewinn des Memorial Philippe Van Coningsloo. Dazu kommen der Sieg beim U23-Rennen des Omloop Het Nieuwsblad sowie weitere Podiumsplatzierungen auf der UCI Europe Tour. Im Bahnradsport gewann Pollefliet mehrere Medaillen bei den U23-Europameisterschaften 2022 und 2023.
Zur Saison 2024 erhielt Pollefliet seinen ersten Profi-Vertrag beim UCI WorldTeam Decathlon AG2R La Mondiale. Seine beste Platzierung in der Saison 2024 war ein dritter Etappenrang bei der Tour Poitou-Charentes en Nouvelle-Aquitaine.

## Erfolge

### Straße
2022
- Mannschaftszeitfahren Tour Alsace

2023
- Memorial Philippe Van Coningsloo

### Bahn
2022
- Europameisterschaften (Mannschaftsverfolgung U23)

2023
- Europameisterschaften (Ausscheidungsfahren und Madison U23)
- Europameisterschaften (Mannschaftsverfolgung U23)